# Ernst Fromhold-Treu
Ernst Fromhold-Treu (* 3. Februar 1861 im Pastorat von Oppekaln, Gouvernement Livland, Russisches Kaiserreich; † 22. Mai 1919 in Riga, Lettische SPR), auch Ernst Fromhold Treu oder Fromhold Ernst Treu geschrieben oder kurz Ernst Treu genannt, lettisch Ernsts Fromholds-Treijs, war ein deutsch-baltischer Pastor. Er gilt als evangelisch-lutherischer Märtyrer und ist auf dem Rigaer Märtyrerstein verzeichnet.
Die Datumsangaben in diesem Artikel richten sich, wenn nicht anders angegeben, für den Zeitraum bis 1918 nach dem julianischen Kalender.

## Leben

### Vor der Festnahme
Ernst Fromhold-Treu war der Sohn des Pastors Bruno Fromhold Treu (auch Trey, * 10. Dezember 1823 in Riga, † 30. Januar 1897 in Oppekaln, Livland). 1875 bis 1880 besuchte er das Gymnasium in Dorpat, das er mit dem Abitur abschloss. Er studierte von 1880 bis 1884 Theologie an der Kaiserlichen Universität Dorpat. Am 29. September 1882 trat er dem Theologischen Verein Dorpat bei. Nach Abschluss seines Studiums als graduierter Student, bestandenem Examen vor dem livländischen Konsistorium im Herbst 1884 in Riga und seinem Probejahr, das er von 1884 bis 1885 bei Pastor Auning in Sesswegen und bei Pastor von Braunschweig in Schlock in Livland verbracht hatte, wurde er am 17. Novemberjul. / 29. November 1885greg. von Generalsuperintendent Girgensohn in der Rigaer Petrikirche zum Pastor von Dikkeln bei Wolmar ordiniert. Im selben Festakt wurde Gustav Cleemann ordiniert. Fromhold-Treu trat sein Amt am 1. Dezember an. Daneben war er geistlicher Schulrevident des Wolmarschen Sprengels.
Am 12. Dezember 1885 heiratete er Adelheid von Renngarten. Sein Sohn Bruno-Fromhold-Treu (Botaniker und Schuldirektor, † 1. August 1965 in Wiedenbrück, Westfalen) wurde am 3. September 1887 in Dikkeln geboren.
1892/1893 erhielt er auf ein kriminalgerichtliches Urteil hin einen Verweis wegen eines Vergehens im Amt. (Konflikte zwischen evangelischen Geistlichen und der russisch-orthodoxen Staatskirche waren häufig.)
Am 8. Mai 1903 kam es vor der zweiten Kriminalabteilung des Rigaschen Bezirksgerichts zu einer weiteren Verhandlung gegen Fromhold-Treu, da er eine vom Staat nicht konzessionierte Schule in seinem Pastorat betriebe. Ferner habe er die nicht diplomierte Lehrerin Vilma Dannenberg zum Deutsch- und Französischunterricht zugelassen, gegen die ebenfalls verhandelt wurde. Verteidiger von Bröcker argumentierte, es habe sich nur um einen privaten Unterrichtskreis für vier Kinder des Pastors gehandelt, auch wenn einige fremde Kinder, die bei dem Pastor in Pension waren, daran teilgenommen hätten. Er gab zu, dass die Beschäftigung einer nicht-diplomierten Lehrerin zwar durch § 1051 unter Strafe stünde, diese Regelung aber nie zur Anwendung gekommen sei, und es etliche ausländische Gouvernanten gäbe, die keine russischen Diplome hätten. Dannenbergs Eignung sei dadurch hinreichend nachgewiesen, dass der gebildete Pastor sie eingestellt habe. Fromhold-Treu wurde hinsichtlich des Vorwurfs der Eröffnung einer nicht konzessionierten Schule freigesprochen, wegen der Einstellung Dannenbergs musste er drei Rubel und Dannenberg einen Rubel Strafe zahlen.
1906 musste Fromhold-Treu sein Amt aus familiären Gründen aufgeben, obwohl das Verhältnis zur Gemeinde sich harmonisch entwickelt hatte. Von 1906 bis 1907 war Fromhold-Treu Direktor der Korrektionsanstalt für minderjährige Verbrecher in Rodenpois bei Riga.
Ab 1907 war er Direktor des Blindenasyls in Riga-Strasdenhof. An den hier lebenden Kindern wurde seine pädagogische Begabung sehr deutlich. Einige der erwachsenen Bewohner waren von der Russischen Revolution von 1905 beeinflusst, was zu Konflikten zwischen ihnen und Fromhold-Treu führte. Deshalb wünschte sich der Pastor, wieder als Gemeindepfarrer zu arbeiten.

### Festnahme, Haft und Hinrichtung
1919 wurde Ernst Fromhold-Treu von Bolschewiki festgenommen, obwohl er nicht als Pfarrer arbeitete, sondern nur noch den Pastorentitel trug. Er wurde vor dem Tribunal verhört. Ihm wurde versichert, dass keine spezielle Anklage gegen ihn existiere, eine Freilassung aber nicht praktikabel sei. Der Grund dürfte in seinem geistlichen Titel und der Tatsache liegen, dass die Bolschewiki derartige Personen als Geiseln brauchten. Er wurde wie viele andere Pastoren im abgelegenen Rigaer Zentralgefängnis inhaftiert.
Für den 1. Mai 1919 erwarteten die Gefangenen eine Amnestie, die aber ausblieb. Sie waren zwischen Hoffnung und Schicksalsergebenheit hin- und hergerissen.
Eine Woche vor seinem Tod wurde er zum Friedhof gebracht. Für gewöhnlich mussten die Gefangenen Gräber ausheben, da es unter ihnen zahlreiche Todesfälle durch Fleckfieber und Unterernährung gab. Diesmal sollten die Blumen aus der Friedhofskapelle entfernt werden, die dort für die Beerdigung eines hohen Kommissars der Kommunisten niedergelegt worden waren. Die anderen Gefangenen kamen dieser Arbeit nach, während der Pastor die Erlaubnis erbitten konnte, gleichzeitig auf der dortigen Orgel zu spielen. Er galt als sehr musikalisch und genoss es, nach vielen Wochen seine Empfindungen ein letztes Mal mit Musik ausdrücken zu können. Sein Spiel beinhaltete bekannte evangelische Kirchenlieder, was die anderen Gefangenen zu schätzen wussten.
Am selben Tag konnte er letztmals die Gräber seiner Kinder besuchen. Der Tag wurde als sein letzter Feiertag bezeichnet. Danach wurde er wieder ins Gefängnis gebracht.
Am 22. Mai stand das Gefängnis kurz vor der Erstürmung durch einen Stoßtrupp der Baltischen Landeswehr, wovon die Gefangenen nichts wussten. Kurz vor dem Rückzug der Bolschewiki aus Riga wurden Fromhold-Treu und 32 Mitgefangene (siehe die untenstehende Liste) am Nachmittag aus ihren Zellen geführt. Sie wurden in geordnetem Zug durch die langen Korridore unter schwerer Bewachung auf den Gefängnishof gebracht. Dort hatten Soldaten der Roten Armee, welche die Wachmannschaft bildeten, Aufstellung genommen, und erschossen nun alle Hinausgeführten.
Sofort danach flohen die Soldaten und Kommissare. Wenig später bahnte ein Panzerwagen der Landeswehr sich den Weg zum Gefängnis; die Verwandten der Gefangenen folgten ihm in den Hof. Sie waren erschüttert von dem Anblick, der sich ihnen bot. Auch einer der Söhne Fromhold-Treus gehörte der Landeswehr an und fand seinen getöteten Vater, den er befreien wollte. Der Schädel Ernst Fromhold-Treus war zerschmettert.

## Trauerfeier
Die Trauerfeier für Ernst Fromhold-Treu, Eugen Scheuermann und Eberhard Savary fand am 27. Mai 1919 um 14 Uhr im Dom zu Riga statt. Viele Personen aus allen Teilen der Stadt und allen Bevölkerungsgruppen nahmen teil. Die Särge standen auf dem Altarchor, der Blumenschmuck war reichlich. Die Feier begann mit dem Lied „Jerusalem, du hochgebaute Stadt“, als Lesungstext war Offb 6,9-11  ausgewählt worden. Das nächste Lied war „Ein feste Burg ist unser Gott“.
Predigttext war Joh 9,1-11 , ausgelegt von Oskar Schabert. Er leitete aus dem Text her, dass nicht nach dem „Warum“, sondern nach dem „Wozu“ gefragt werden solle, mit der Antwort, dass die Werke Gottes an dem Geschehenen offenbar werden sollten. Das Beispiel der Märtyrer, wie er die Getöteten bereits nannte, solle die Kirche zu einem lebendigen Christentum aufwecken, für das man bereit sei, sein Leben zu lassen.
Danach folgte das Lied „Rüstet euch, ihr Christenleute“. Es folgten Abschiedsreden von Pastor Weyren in lettischer und Pastor Meyer-Burtneck in deutscher Sprache. Danach hatten die übrigen anwesenden Pastoren die Gelegenheit, den Verstorbenen jeweils noch einen Satz mitzugeben. Nach Gebet und Gesang wurden die Särge von Angehörigen der Landeswehr zu den Leichenwagen getragen. Eine große Menschenmenge folgte bis zum Kirchhof.
Seine Familie bestattete Ernst Fromhold-Treu unter einigen Ulmen. Diese hatte er vormals selbst in Trauer auf das Grab eines seiner Kinder gepflanzt, das jung verstorben war.